# Скала на Медведев – Шпонхойер – Карник
Скала на Медведев – Шпонхоер – Карник (MSK64). Най-често използваната сеизмична скала в Европа и Индия, създадена през 1964 г. Тя се базира на разрушенията по сградите и затова зависи от издръжливостта им. Поради различната издръжливост на нови и стари сгради, се получават големи отклонения. Скалата е ревизирана през 1981 г. (MSK81), а през 1998 г. е заменена от Европейската макросеизмична скала (EMS).
Скалата е създадена от Сергей Медведев от СССР, Вилхелм Шпонхойер (Wilhelm Sponheuer) от ГДР и Вит Карник (Vít Kárník) от Чехословакия.
Скалата на Медведев – Шпонхойер – Карник класифицира земетресенията в степени (балове) от 1. до 12. въз основа на три критерия:
- Усещанията на хората
- Въздействие върху сградите
- Остатъчни деформации в земната основа и изменения в режима подземните води

По тази скала 1-ва, 2-ра и 3-та степени отговарят на незабележими за човека разтърсвания на повърхността. Земетресенията от 4-та и 5-а степен се усещат от всички хора, при това се разлюляват висящи предмети, мебелите се преместват и стените се пукат. При 6-а и 7-а степен се появяват пукнатини в стените, разрушават се слаби постройки и се напукват азбесто-циментовите тръби за водоснабдяване. Последното води до отклонения в качествените показатели на питейната вода.
Земетресение от 8-а степен предизвиква многобройни повреди, пукнатини, откъртване на мазилка, падане на комини, разрушаване на отделни сгради. Разрушаване на етернитови и бетонни тръби. Скъсване на местата на включване на водоснабдителната мрежа към съоръженията. Възможно е изчезване на води от водоизточниците.
При 8-а, 9-а и 10-а степен се срутват и разрушават голяма част от сградите, събарят се кули, чупят се клони и стебла на дърветата. Масово разрушаване на метални водопроводи и съоръжения от водоснабдителните системи. Земетресение от 11-а и 12-а степен представлява катастрофа с огромни разрушения и топографски изменения на местността.
| Степен | Описание          | Ефект върху хората              | Ефект върху сградите                                                               | Геологически ефект                                                                |
| ------ | ----------------- | ------------------------------- | ---------------------------------------------------------------------------------- | --------------------------------------------------------------------------------- |
| I      | Микроземетресения | Не се усещат                    | —                                                                                  | —                                                                                 |
| II     | Много леки        | Усещат се случайно              | —                                                                                  | —                                                                                 |
| III    | Леки              | Усещат се от чувствителни хора  | —                                                                                  | —                                                                                 |
| IV     | Умерени           | Усещат се в затворено помещение | Прозорците вибрират                                                                | —                                                                                 |
| V      | Сравнително силни | Усещат се на открито            | Мазилката се напуква; леките мебели се местят; висящите предмети се клатят         | —                                                                                 |
| VI     | Силни             | Предизвикват страх              | Повреди по комините и зидарията                                                    | Изолирани пукнатини                                                               |
| VII    | Много силни       | Хората напускат жилищата си     | Комините падат; сериозни повреди по леките постройки                               | Изолирани свличания                                                               |
| VIII   | Разрушителни      | Паника                          | Срутвания на леките постройки; повреди по напоителните канали                      | промени в дебита на минералните извори; срутвания на камъни                       |
| IX     | Унищожителни      | Обща паника                     | Сериозни повреди на нестандартните постройки; прекъсване на подземните водопроводи | Пукнатини; пясъчни измятания; големи свличания                                    |
| X      | Опустошителни     | Повсеместна паника              | Разрушения на тухлените постройки                                                  | Изкривявания на жп линиите; срутвания по речните брегове; формиране на нови езера |
| XI     | Катастрофални     | —                               | Малко постройки остават частично здрави                                            | Широко разпространени дислокации; цунами                                          |
| XII    | Тотални           | —                               | Наземните и подземни постройки са напълно разрушени                                | Геологически размествания: цунами                                                 |